# Зубаниха
Зубаниха — деревня в Дальнеконстантиновском районе Нижегородской области. Входит в состав Кужутского сельсовета.

## География
Находится в 26 км от Дальнего Константинова и в 53 км от Нижнего Новгорода.
Близ деревни река Модан впадает в Пукстерь. 

## История
В «Списке населённых мест» Нижегородской губернии по данным за 1859 год значится как владельческая деревня при речке Лаксангейке в 47 верстах от Нижнего Новгорода. В деревне насчитывалось 49 дворов и проживало 342 человека (151 мужчина и  191 женщина). В национальном составе населения преобладали терюхане.

## Население
| 2002 | 2010 |
| ---- | ---- |
| 61   | ↗72  |

Национальный состав
Согласно результатам переписи 2002 года, в национальной структуре населения русские составляли  98% из 61 человека.